# نینازو
نینازو (سومری: 𒀭𒊩𒌆𒀀𒋢) خدای بین‌النهرینی جهان زیرین و با منشا سومری بود.

## شخصیت و شمایل‌نگاری
نام او منشا سومری دارد و به معنای «ارباب شفابخش» می‌تواند باشد، گرچه به ندرت با پزشکی در ارتباط بود. او همچنین با گیاهان و کشاورزی در ارتباط بود.
نینازو خدایی جنگجو نیز (به خصوص در اشنونا) بود. «ستاره عیلام»، یکی از نام‌های بین‌النهرینی سیاره مریخ، در متن‌های نجومی با نینازو مرتبط شده است.

## ارتباط با سایر خداییان
خدای نینمادا، «افسونگر مار آن»، همواره به عنوان برادر نینازو در نظر گرفته می‌شد.

## پرستش
مرکز اصلی آیین نینازو انگی بود، شهری که بین اور و اوروک قرار داشت.